# Hamamiyat
Al-Hamamiyat (tiếng Ả Rập: الحماميات) là một ngôi làng Syria nằm trong phó huyện Kafr Zita của huyện Mahardah ở Tỉnh Hama. Theo Cục Thống kê Trung ương Syria (CBS), al-Hamamiyat có dân số 1.305 trong cuộc điều tra dân số năm 2004.